# Teppei Chikaishi
Teppei Chikaishi (japanisch 近石 哲平 Chikaishi Teppei; * 31. Januar 1989 in der Präfektur Osaka) ist ein japanischer Fußballspieler.

## Karriere
Chikaishi erlernte das Fußballspielen in der Schulmannschaft der Kinki University High School und der Universitätsmannschaft der Kinki-Universität. Seinen ersten Vertrag unterschrieb er 2011 beim Sagawa Shiga FC. Für den Verein absolvierte er 15 Ligaspiele. 2013 wechselte er zum Amitie SC. Für Amitie absolvierte er elf Ligaspiele. 2014 wechselte er zum FC Ganju Iwate. Für den Verein absolvierte er 34 Ligaspiele. 2016 wechselte er zum ReinMeer Aomori FC. Für den Verein absolvierte er 58 Ligaspiele. 2018 wechselte er zum Nara Club. Für den Verein absolvierte er acht Ligaspiele. Im Juni 2018 wechselte er nach Hachinohe zum Viertligisten Vanraure Hachinohe. Am Ende der Saison 2018 stieg der Verein in die dritte Liga auf.